# Sphaerozetes comelicensis
Sphaerozetes comelicensis är en kvalsterart som beskrevs av Lombardini 1963. Sphaerozetes comelicensis ingår i släktet Sphaerozetes och familjen Ceratozetidae. Inga underarter finns listade i Catalogue of Life.